# 力王 (漫画)
力王（日语：力王）是一部日本漫畫，由鷹匠政彦原作、猿渡哲也所繪，在1988 年至1990年在集英社进行连载。并有OVA,真人电影等衍生作品。
该作主要讲述的是在拜蒋介石保镖张善鬼为师的杂贺力王在寻找家人的时候意外的遇到了很多的事情。
本作涉及到了黑帮以及人与自然等问题。

## 劇情簡介
某日，监狱里来了一个人，他叫杂合力王。据说这个人因为打了研发特别药剂的黑帮而被关入了监狱，并且这个人的力气很大还经常会给状况不好的犯人提供援助。
而后，通过一些方式，这个人得知监狱长居然是自己的师兄，并且当他离开监狱，并碰到自己的弟弟后，却发现……

## 登場人物

### 主要角色
| 角色     | 介紹                                                                         |
| 杂贺力王 | 主角，拥有神力，曾拜张善鬼为师。                                             |
| 那智     | 主角的弟弟，后来因为一些原因而导致其哥哥不得不杀死他。                       |
| 水口     | 陷害杂贺力王养父的人，后被处决。                                             |
| 无界     | 力王的父亲，对于人类的贪欲十分厌恶。后在力王的劝说下放弃了之前的计划并自裁。 |
| 张善鬼   | 力王的师父，后死于偷袭。                                                     |

### 其他
| 角色       | 介紹                                                                                             |
| 鷲崎       | 一位残忍的看守长，后被杀。                                                                       |
| 鷲崎舞衣   | 鷲崎的女儿。                                                                                     |
| 小日向博士 | 与姉山合作的一个科学家。                                                                         |
| 姉山       | 无界的部下。非常喜欢用各种方式来让自己面前，并对姐姐有一种特别的依恋，后因为容貌破裂而跳崖自尽。 |
| 栄作       | 最初是杂贺力王的对手，后来成为了杂贺力王伙伴，之后在对决水口的时候被杀。                         |

## 衍生作
该作有两部ova衍生动画，第一集于1989年上映，内容主要是杂贺力王在监狱中发生的事情，第二集于1990年上映，内容主要讲述杂贺力王和其弟弟那智的故事。
真人版详见力王。

## 其他
- 《街头霸王系列》中，维嘉的角色原型就来自《力王》中的鷲崎。[4][5]
- 《力王》中的一些动作被游戏《真人快打》借鉴。[6][7]